# LXXXXVII. Armeekorps (Wehrmacht)
Il LXXXXVII. Armeekorps (97° Corpo d'armata) fu un corpo d'armata dell'esercito tedesco attivo durante la seconda guerra mondiale che venne creato nel settembre 1944 e schierato sulla costa adriatica, dove fu distrutto nel maggio 1945.

## Storia

Zona di competenza dell'LXXXXVII. Armeekorps

Il LXXXXVII. Armeekorps venne istituito in Italia il 28 settembre 1944, ribattezzando la zona d'operazioni del Litorale adriatico. L'area operativa del corpo si estendeva dal Tagliamento fino a Sansego e Fiume ed il suo compito era quello di proteggere la costa adriatica nord-orientale da una possibile invasione alleata e di combattere contro le unità partigiane. Le forze del corpo erano concentrate principalmente a Gorizia (dove c'era il comando generale), Trieste, Postumia e Fiume. Nella zona del corpo d'armata la costa fu fortificata con l'artiglieria; tra Trieste e Fiume fu formata una linea difensiva e sull'Isonzo stesso era in costruzione una posizione con fronte ad est, inoltre c'era un'ampia posizione di blocco a ovest di Zagabria. Fino all'aprile 1945 il corpo si limitò a combattere le unità partigiane del suo settore, tuttavia all'inizio del mese si intensificarono gli scontri sulla costa dalmata, fino a Fiume e Trieste. Per contrastare questo attacco, la 188. Gebirgs-Division fu trasferita nell'area in questione. Entro il 25 aprile 1945 le unità partigiane erano avanzate fino alla periferia di Fiume e dopo pesanti combattimenti all'inizio di maggio il corpo capitolò davanti alle unità jugoslave.

## Ordine di battaglia
LXXXXVII. Armeekorps 26 novembre 1944
- 71. Infanterie-Division
- 188. Gebirgs-Division
- 237. Infanterie-Division

LXXXXVII. Armeekorps 21 gennaio 1945
- 162. Infanterie-Division
- 237. Infanterie-Division
- 188. Gebirgs-Division

LXXXXVII. Armeekorps 26 gennaio 1945
- 162. Infanterie-Division
- 237. Infanterie-Division
- 188. Gebirgs-Division
- 710. Infanterie-Division

LXXXXVII. Armeekorps 19 febbraio 1945
- 710. Infanterie-Division
- 237. Infanterie-Division
- 188. Gebirgs-Division

LXXXXVII. Armeekorps 12 aprile 1945
- 237. Infanterie-Division
- 188. Gebirgs-Division

LXXXXVII. Armeekorps 30 aprile 1945
- 237. Infanterie-Division
- 188. Gebirgs-Division
- 392. Infanterie-Division (kroat.)

## Comandanti
- General der Gebirgstruppen Ludwig Kübler (28 settembre 1944 - maggio 1945)[1]